# Gregorio Durán
Pintor y dorador español del siglo XVIII.  Doró y estofó, entre otros, el retablo-relicario de San Iñigo (baldaquino) del Monasterio de San Salvador de Oña (Burgos) en 1753, el retablo de la Capilla mayor de la parroquia de San Martín de Agostedo -Santa Colomba de Somoza- (León) en 1769, y el retablo de la Dolorosa de la Iglesia de San Pedro de Menagarai -Álava- en estilo rococó. Se le atribuye la decoración de los retablos  de la Dolorosa, Santa Catalina, San Bieito, Ecce Homo y Cristo Yacente de la iglesia monacal de Celanova -Orense-.
- Datos: Q16572583